# Simulium jacobsi
Simulium jacobsi är en tvåvingeart som beskrevs av Dalmat 1953. Simulium jacobsi ingår i släktet Simulium och familjen knott.
Artens utbredningsområde är Guatemala. Inga underarter finns listade i Catalogue of Life.